# ریکاردو ارمن
ریکاردو اِرمن (به ایتالیایی: Riccardo Ehrman)؛ (۴ نوامبر ۱۹۲۹ – ۱۴ دسامبر ۲۰۲۱) روزنامه‌نگار اهل ایتالیا بود که گفته می‌شود پرسش او در یک کنفرانس مطبوعاتی دولتی در آلمان شرقی به فروپاشی دیوار برلین منجر شد.

## زندگی‌نامه
ریکاردو در ۴ نوامبر ۱۹۲۹ در فلورانس زاده شد. خانواده وی اصالتاً از یهودیان اوکراینی اهل لمبرگ (لویو کنونی) بودند در دوره ماه عسل تصمیم گرفتند در ایتالیا بمانند. وی که در سن ۱۳ سالگی به بازداشتگاه en:Ferramonti di Tarsia (اقامت اجباری یهودیان) در تارسیا واقع در جنوب ایتالیا منتقل شده بود در سپتامبر ۱۹۴۳ توسط ارتش بریتانیا آزاد شد.
ریکاردو ارمن همزمان با تحصیل در رشته حقوق، در شهر فلورانس به خبرنگاری می‌پرداخت. وی بعداً در رم به آسوشیتد پرس و پس از مدتی به خبرگزاری ایتالیایی ANSA پیوست. ارمان پس از مدتی کار برای ANSA در اتاوا در ۱۹۷۶ به آلمان شرقی فرستاده شد. پس از آن مدتی به عنوان مأمور به هند اعزام شد و در نهایت در سال ۱۹۸۵ به دلیل تسلط به زبان آلمانی دوباره به برلین شرقی رفت.

### دیوار برلین

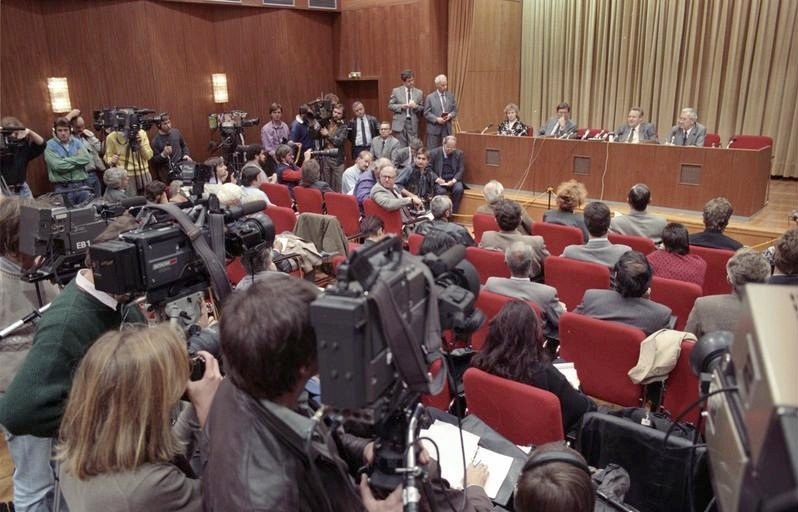
کنفرانس مطبوعاتی ۹ نوامبر ۱۹۸۹

اریش هونکر، رهبر آلمان شرقی در ۱۸ اکتبر ۱۹۸۹ از سمت خود استعفا داده بود و ۴ نوامبر در برلین شرقی بیش از نیم‌میلیون نفر به سوی الکساندر پلاتس، میدان مرکزی برلین راهپیمایی کردند و خواستار تغییر شرایط شدند.
ریکاردو ارمن در ۹ نوامبر ۱۹۸۹ به یک کنفرانس خبری فراخوانده شد که در آن قرار بود دولت آلمان شرقی تصمیم خود برای ایجاد امکان سفر شهروندان آلمان شرقی به آلمان غربی را اعلام کند.
در اوایل نوامبر ۱۹۸۹ رهبران آلمان شرقی طرح پیش‌نویسی برای کاهش کنترل‌های مرزی ارائه داده بودند و جزئیات آن قرار بود در کنفرانس مطبوعاتی ۹ نوامبر همراه با نتایج دیدارحزب کمونیست اعلام شود. اما گونتر شابفسکی، سخنگوی دولت آلمان شرقی از این قرار اطلاع نداشت و تا آن زمان هم اشاره‌ای به آن نکرده بود. در اواخر این جلسه، ارمن با مطرح کردن این موضوع از شابفسکی پرسید: «شما به خطاهایی اشاره کردید. فکر نمی‌کنید این پیش‌نویس قانون سفر که چند روز پیش اعلام کردید هم اشتباه بزرگی باشد؟ محدودیت سفر شهروندان آلمان شرقی از چه زمانی لغو خواهد شد؟». شابفسکی پس از کمی مکث پاسخ داد: «تا جایی که می‌دانم… از همین حالا» ("Das tritt nach meiner Kenntnis … ist das sofort … unverzüglich."). این پاسخ در حقیقت اشتباه بود و قرار بود ممنوعیت سفر از روز بعد لغو شود. این پاسخ باعث شد جمعیت عظیمی از اهالی برلین شرقی و غربی به سمت دیوار برلین هجوم بیاورند. به نحوی که کنترل مرز برای مأموران ممکن نبود و مجبور به باز کردن موانع عبور و مرور شدند. پس از این کنفرانس خبری، ارمن با دفتر مرکزی ANSA در رم تماس گرفت و با فریاد اعلام کرد: «دیوار برلین فروریخت».

### وقایع بعدی و درگذشت
ارمن در سال ۱۹۹۱ به اسپانیا فرستاده شد و پس از بازنشستگی نیز در آن کشور باقی ماند. در سال ۲۰۰۸ نشان افتخار شایستگی جمهوری فدرال آلمان به او اعطا شد.
ریکاردو ارمن در ۱۴ دسامبر ۲۰۲۱ در سن ۹۲ سالگی در شهر مادرید درگذشت.